# Spoorbrug bij Wiene
De Spoorbrug bij Wiene is een Nederlandse spoorbrug over de zijtak Almelo van het Twentekanaal in de Spoorlijn Zutphen - Glanerbrug bij km 34,9 tussen Goor en Delden.

## Historie
De bouw van de brug werd noodzakelijk door het graven van de zijtak Almelo vanaf circa 1932.
Omdat de spoorlijn nu op een talud kwam te liggen was dit ook het definitieve einde van de stopplaats Wiene. De boogbrug werd in 1935 op zijn plek getakeld.

### Tweede Wereldoorlog
De spoorbrug werd in 1940 opgeblazen om de Duitse inval te hinderen . Nog in datzelfde jaar werd hij hersteld.
In april 1945 werd de brug door de Duitsers opnieuw opgeblazen. In 1946 was een vervangende brug gereed. De overspanning gebruikte delen van de oude boogbrug en een vakwerkbrug zodat extra pijlers noodzakelijk waren. Door deze pijlers was de doorvaart smaller geworden.

### Vernieuwing in 1990
In 1990 zijn de resten van de eerste boogbrug verwijderd, de pijlers gesaneerd en de vakwerkbrug is vervangen door een boogbrug met voldoende lengte. Deze brug was afkomstig van de ringspoorlijn rond Amsterdam en overspande toen de Muiderstraatweg in Diemen. Bij het overbrengen van deze brug kantelde de ponton en kwam de brug in de Weespertrekvaart terecht.